# Аршин мал алан
«Арши́н мал ала́н» (азерб. Arşın mal alan / آرشین مال آلان; дословный перевод — «Покупающий товар аршинами»), известный также как «Продавец ручного товара» — последняя и самая популярная оперетта азербайджанского композитора Узеира Гаджибекова в 4 действиях. Она была написана в 1913 году в Петербурге. Автором либретто оперетты (на азербайджанском) является сам Узеир Гаджибеков. Премьера «Аршин мал алана» состоялась 25 октября 1913 года в театре Гаджи Зейналабдина Тагиева в Баку.
Действие оперетты происходит в Шуше, городе, где вырос композитор. Сюжет музыкальной комедии был взят Гаджибековым из жизни. Так, женщины на Востоке с давних пор носили чадру, им не разрешалось появляться на улице с открытым лицом. Замуж девушки выходили, как правило, по воле родителей. Также жених в большинстве случаев видел свою невесту только после свадьбы. В начале XX века семейно-бытовой уклад жизни, основанный на законах шариата, стал подвергаться критике. Новое поколение молодых людей мечтало создать семью, основанную на взаимной любви. Название музыкальной комедии «Аршин мал алан» является характерным выкриком уличных торговцев тканями, которым притворился главный герой комедии, чтобы увидеть свою невесту.
В комедии Узеир Гаджибеков сочетал традиции европейской классической и азербайджанской национальной музыки. «Аршин мал алан» был переведён на 80 языков мира и поставлен в 187 театрах 76 стран. В 2013 году в рамках ЮНЕСКО было отмечено 100-летие оперетты. Комедия была экранизирована 4 раза, самым популярным же считается показанный в более чем 130 странах мира фильм 1945 года с участием Рашида Бейбутова в главной роли.

## История оперетты

### История создания
«Аршин мал алан» является последней и одной из самых популярных оперетт Узеира Гаджибекова. Она была написана в годы учёбы Гаджибекова в Москве и Петербурге. Замысел оперетты возник у композитора в то время, когда он жил в Петербурге. Либретто он написал сам, лишь стихи позаимствовал у поэта Физули (по его поэме написана первая опера Гаджибекова «Лейли и Меджнун»). Произведение было создано в течение лета 1913 года в Петербурге. Музыковед Эльмира Абасова отмечает, что музыкальную комедию «Аршин мал алан» Гаджибеков написал ещё до поступления в консерваторию, живя в Петербурге. Впервые о комедии можно узнать из письма Узеира Гаджибекова к одному из видных азербайджанских актёров, его большому другу Гусейнкули Сарабскому от 30 июля 1913 года:
Наряду с учёбой я пишу новую комедию «Аршин мал алан». Замечательная будет оперетта.
Действие оперетты происходит в Шуше. Так описывает историю появления «Аршин мал алан» дочь Рашида Бейбутова — Рашида:
…Мой дед Маджид-бей Бейбуталы, так в старину звался род Бейбутовых, обладал необыкновенным голосом, прекрасно исполнял народные песни и к 30 годам стал профессиональным певцом. А до этого помогал своему отцу: набрав короб шелков, он ходил по улицам Шуши, где тогда они жили, и зазывал местных модниц поглядеть на товар: «Аршин мал алан, аршин мал алан…» Колоритная фигура коробейника настолько врезалась в детскую память будущего композитора Узеира Гаджибекова, что впоследствии он использовал этот сюжет в оперетте «Аршин мал алан»…Интервью Рашиды Бейбутовой газете АиФ
С точки зрения жанра и формы вступительная ария Аскера и ряд других вокальных номеров оперетты выполнены в чисто европейской манере. Вместе с тем, их мелодии обладают несомненным национальным колоритом. В частности, упомянутая вступительная ария Аскера выдержана в ладе шуштер, ряд сцен и куплеты его тёти Джахан — в ладе шур. В ряде куплетов лежит форма популярных тогда теснифов.
Будущую популярность своего произведения Гаджибеков предугадал и в письме к своему сподвижнику, первому профессиональному дирижёру азербайджанского музыкального театра Муслиму Магомаеву от 7 августа 1913 года писал:
Молчание моё объясняется тем, что я очень занят; можно сказать, с утра до позднего вечера работаю: во-первых, подготовкой к предстоящему экзамену; во-вторых, пишу оперетту, которая будет очень удачна, и, бог даст, ко времени пришлю тебе.
Обнаруженные театроведом Азером Сарабским материалы дают возможность считать, что оперетта была закончена Гаджибековым к концу сентября 1913 года. После того, как оперетта была написана, Гаджибеков сначала представил её своему преподавателю по полифонии профессору Василию Калафати, а потом, по его совету, директору консерватории — Александру Глазунову. В своём дневнике Гаджибеков позднее писал:
Отзыв превзошёл все возможные ожидания: великий Глазунов говорит, что в России появилась первая музыкальная оперетта.

### Первые постановки

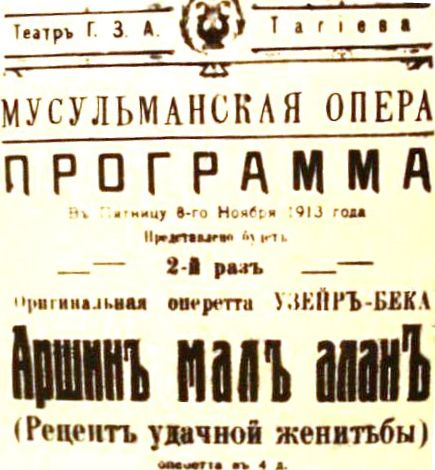
Программа второй постановки в Баку, ноябрь 1913 года

Завершив в 1913 году в Петербурге работу над опереттой, Гаджибеков выслал её в Баку своим друзьям Гусейнкули Сарабскому и Муслиму Магомаеву, которые своими силами начали готовить её постановку. Уже 26 октября (8 ноября) 1913 года комедия была разрешена к показу на сценах Кавказского края. Так, рукописное содержание оперетты, написанное почерком, похожим на почерк Муслима Магомаева, и подписанное 8 октября (21 октября) 1913 года, было представлено на утверждение в Тифлисский комитет по делам печати. Оперетта прошла цензуру и была разрешена к представлению на сценах Кавказского края.
Премьера оперетты «Аршин мал алан» на азербайджанской сцене состоялась 25 октября 1913 года в театре известного азербайджанского миллионера и мецената Гаджи Зейналабдина Тагиева в Баку (сегодня на месте здания театра стоит здание Азербайджанского театра музыкальной комедии). Объявления, помещённые в газете «Каспий» (№ 240, от 25 октября 1913 года) отмечали, что в спектакле участвуют артистки Оленская, Гюль-Сабах ханум и артисты Сарабский, Терегулов, Абасов, Ахмед Агдамский, Алекпер Гусейнзаде и др.. Из единственной сохранившейся рецензии (газета «Каспий», № 242, 27 октября 1913) следует, что роль Аскера исполнял Сарабский, Султан-бека — Гусейнзаде, Вели — Халил Гусейнов (заменивший упомянутого в объявлениях Аббасова), Сулеймана, — по всей вероятности, Терегулов (в рецензии о нём ничего не говорилось), Гюльчохру — Агдамский (о нём рецензия также ничего не говорит). По сведениям народного артиста Азербайджанской ССР Гусейнаги Гаджибабабекова Гюльсабах-ханум исполняла роль Джахан-халы. Оленская же, согласно рецензии второй постановки оперетты (газета «Баку», № 253, 10 ноября 1913), исполняла роль Асьи.
Вторая постановка прошла в ноябре этого же года в том же театре. Исполнителями ролей по программе второй постановки были: Гусейнкули Сарабский (Аскер), Ахмед Агдамский (Гюльчохра), Алекпер Гусейнзаде (Султанбек), Александра Оленская (Асья), Ева Оленская (Телли), Мирза Мухтар Мамедов (Джахан), Мамед Ганифа Терегулов (Сулейман), Халил Гусейнов (Вели). Режиссёром-постановщиком спектакля был Гусейн Араблинский, дирижировал — Муслим Магомаев. Иногда Гаджибеков называл свою оперетту и иначе: «Рецепт удачной женитьбы», «Продавец мануфактурных товаров».

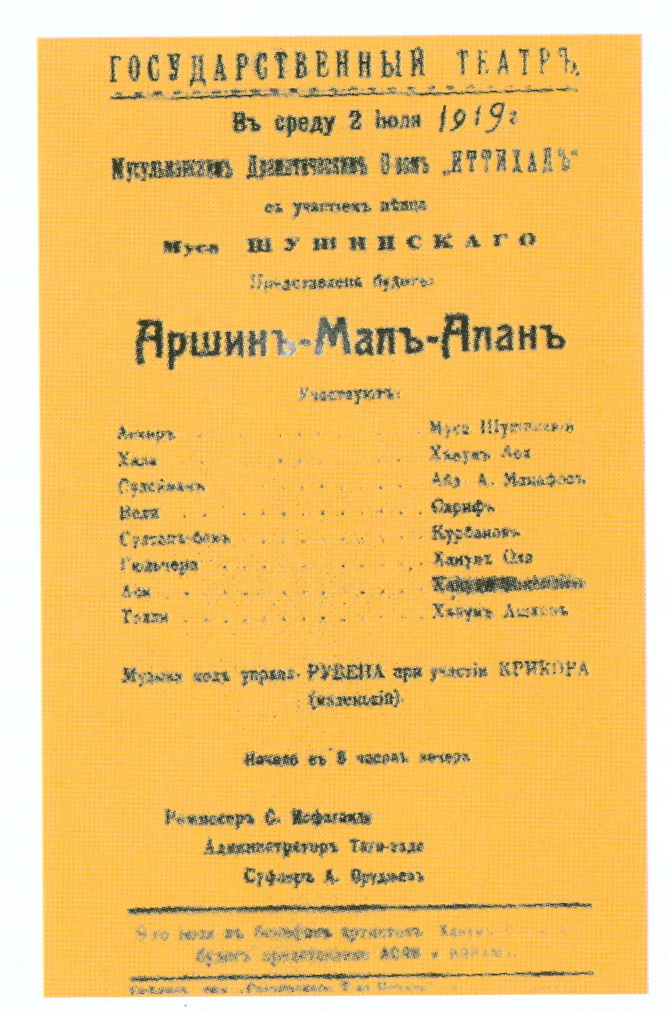
Программа постановки в Тифлисе с участием певца Мусы Шушинского, 1919 год

Комедия имела огромный успех. В весьма короткий срок она была переведена на ряд языков Кавказа и Закавказья, в том числе на армянский, грузинский, курдский, лезгинский, русский и др. Вскоре после бакинской премьеры музыкальная комедия демонстрируется во всём Закавказье, в Средней Азии. В 1916 году её ставят в Баку на армянском языке. Впервые же на армянском языке произведение было поставлено в Тифлисе в 1914 году, в армянском клубе. Сидрак Магалян, под руководством которого был поставлен спектакль, был переводчиком и музыкальным оформителем постановки. За роль Аскера Магалян был награждён первой премией на Кавказе. В дальнейшем Магалян играл Аскера также на грузинском, азербайджанском и русском языках. С 1915 по 1921 год «Аршин мал алан» был сыгран труппой Магаляна 800 раз, из которых 200 раз — на грузинском, два раза — на русском, один раз на турецком языке в Константинополе.
Первый перевод комедии на русский язык был сделан коллективом в составе самого Узеира Гаджибекова, его младшего брата Джейхуна и Фатали Ахундова (внучатого племянника известного азербайджанского писателя-драматурга Мирзы Фатали Ахундова). Первая постановка комедии на русском языке была осуществлена в Баку в театре братьев Маиловых 10 и 11 июня 1916 года русской труппой под руководством Амираго в составе: П. Южин (Аскер), Ленотиевич (Гюльчохра), Р. М. Раич (Асья), С. Миронов (Султанбек), Иодян (Сулейман), А. Ф. Смуров (Вели). Дирижировал спектаклем сам Узеир Гаджибеков. В том же году композитор дирижировал постановкой комедии в Баку на грузинском языке. Позже комедию ставят в Тифлисе и Эривани (руководители постановок Т. Пирумян и А. Арменян). Затем комедию ставят в Царицыне, Ростове и других русских городах, в Средней Азии и за рубежом. Армянский композитор Аро Степанян писал:
Кому только в Закавказье не известно имя Узеира Гаджибекова? С малых лет ещё помню ошеломляющий успех его популярных комедий «Аршин мал алан», «Мешади Ибад» и др., которые ставились во всех азербайджанских и армянских театрах. Мелодии этих комедий распевались повсюду, спектакли пользовались неизменным успехом.
Ещё до революции с комедией познакомились в Иране, а затем «Аршин мал алан» был поставлен в США, Болгарии, Франции и Польше. О большой популярности музыкальной комедии свидетельствует и то, что её текст издавался на азербайджанском языке в 1914, 1915, 1916 и 1917 гг.

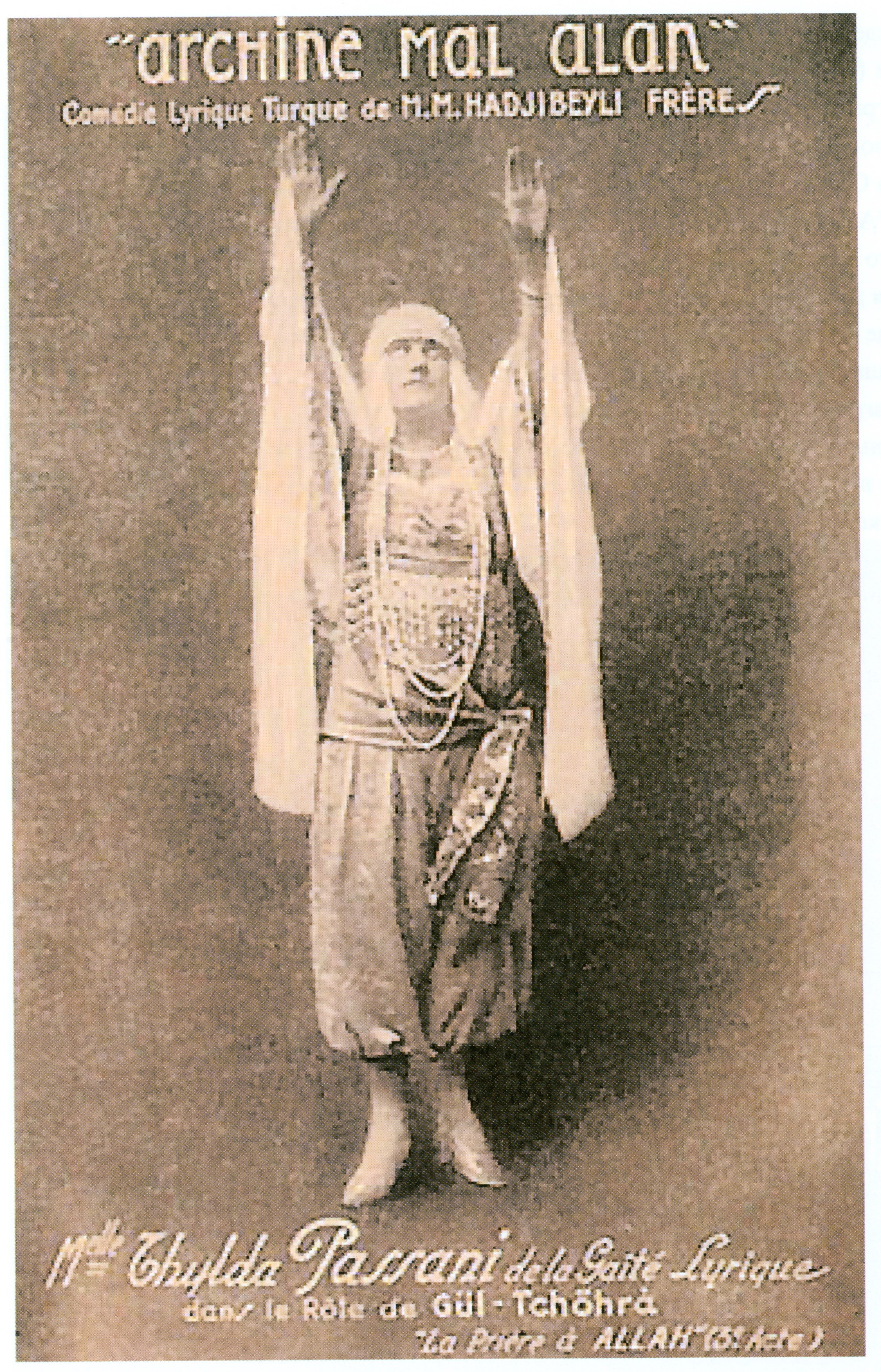
Афиша постановки «Аршин мал алан» в Париже, 1925 год

В 1919 году труппа братьев Гаджибековых гастролировала в столице Османской империи, Константинополе. Эти гастроли проходили настолько успешно, что азербайджанским артистам пришлось арендовать на несколько месяцев стамбульский театр «Шарг» («Восток») в Стамбуле. Видевший оперетты «Не та, так эта» и «Аршин мал алан» во время гастролей азербайджанских артистов в Турции в 1919 году известный турецкий драматург Решат Нури Гюнтекин в своей статье сравнил оперетты Гаджибекова с комедиями Жана Батиста Мольера.
4 июля 1925 года в парижском театре «Фемина» удалось поставить «Аршин мал алан». Перевод на французский был совершён братом автора Джейхун-беком. Роли исполняли французские артисты Дерваль (Султан-бек), Монте (Аскер), Пассани (Гюльчохра), Магали (Ася) и другие. Постановка была осуществлена азербайджанскими эмигрантами Аббас-беком Атамалы, Фариз-беком Векилли, Зохра-ханым Гаджибейли, Пери-ханым Топчибашевой и др.. В этом же году в Баку под руководством Узеира Гаджибекова студентами Азербайджанского государственного музыкального техникума осуществляется новая постановка оперетты.

### Изменения и добавления
За период с 1913 года по 1948 год (год кончины композитора), то есть за 35 лет, оперетта прошла значительный эволюционный путь. Он касается как музыкального, так и литературного материала. Первый этап охватывает периоды с 1913 по 1918 год. В этот период автором были сделаны добавления, отразившиеся в первых четырёх изданиях текста. Второй этап считается весьма важным. Он охватывает 1920-е—1930-е годы, когда текст комедии не издавался, однако в него были внесены существенные изменения.

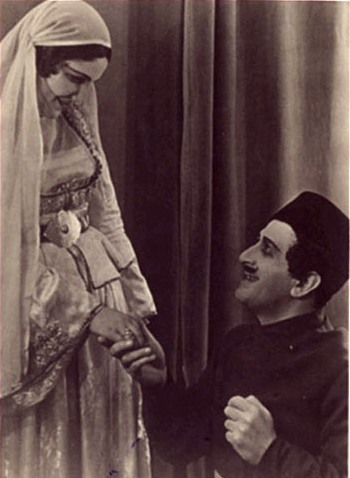
Дуэт Аскера и Гюльчохры. Бюльбюль в роли Аскера, Сона Мустафаева в роли Гюльчохры

Душевное волнение, тоску и радость главных действующих персонажей комедии — Аскера и Гюльчохры полно и с впечатляющей силой передаёт поэзия Физули. Это ария Аскера из I действия, исполняющаяся в сопровождении тара в ладе мугама «Баяты Шираз», арии Гюльчохры из II действия в ладе «Сейгях» и в ладе мугама «Османлы», а также из III действия в ладе мугама «Баяты Шираз». Постепенно, из спектакля в спектакль, Узеир Гаджибеков совершенствовал своё произведение и, создавая новые мелодии, заменял мугамно-импровизационное сопровождение тара многозвучным симфоническим оркестром.
Дуэт Аскера и Гюльчохры из II действия также был изменён и дополнен. Кроме того, Гаджибеков внёс изменения и дополнения и в соло Асьи, исполняемое после ажурного танца из III акта. В смысле мелодического материала значительное дополнение было внесено автором в IV акте: украденная и оказавшаяся в доме Аскера Гюльчохра вначале изливала своё горе в ладе мугама «Шахназ» в сопровождении тара; но позднее Гаджибеков обогатил поэтический текст и создал на свои слова новую мелодию эмоционально-лирического характера, исполняющуюся уже в сопровождении оркестра:
Не знать любви мне суждено,
В разлуке жить мне судьбой дано.
Нет больше сил терпеть и ждать;
Не в силах жить так и так страдать.
В период подготовки к Декаде азербайджанского искусства в Москве в текст и музыкальную ткань комедии были внесены значительные добавления и изменения. Так, было введено разделение голосов хора девушек на сопрано и альты. Также были обогащены образы Вели, Телли и Джахан.

### Мировой успех
«Аршин мал алан» был переведён на 80 языков, включая французский, немецкий, польский, английский, арабский, персидский, китайский, грузинский, болгарский, украинский, белорусский и пр.. Комедия была поставлена в 187 театрах 76 стран, в таких городах как Нью-Йорк, Париж, Лондон, София, Берлин, Стамбул, Тегеран, Каир, Варшава, Пекин. Её играли в 16 городах Грузии, в 17 городах Болгарии, 13 штатах США, 17 городах Польши (1500 раз), в 28 городах России, в 8 городах Китая и т. д.
В 1972 году фирмой «Мелодия» была произведена грамзапись «Аршин мал алана» на русском, азербайджанском, персидском языках.
В список мероприятий, которые организация ЮНЕСКО запланировала провести в 2012—2013 годах по случаю своего основания, было включено и празднование 100-летия музыкальной комедии «Аршин мал алан». В 2013 году в Музее истории Азербайджана прошла выставка, посвящённая юбилею «Аршин мал алан», на которой демонстрировалось более 200 экспонатов.

#### Постановки в России

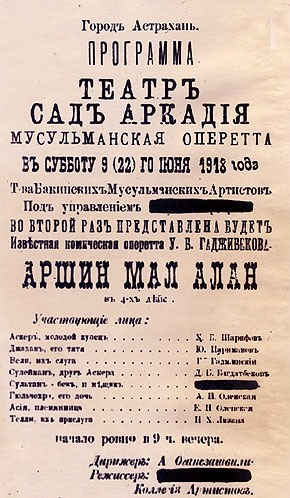
Программа постановки в Астрахани. а

В 1915—1916 гг. комедия «Аршин мал алан» игралась в Ахтах.
В 1916 году Зайни Султановым «Аршин мал алан» была переведена на татарский язык. Затем комедия была включена в репертуар татарского театра. В 1917 году постановка комедии «Аршин мал алан» впервые на татарском языке была осуществлена в Астрахани при участии известной артистки Сары Байкиной, которая до того являлась одной из ведущих артисток азербайджанского театра. Этот спектакль был поставлен видным азербайджанским режиссёром и актёром Гусейном Араблинским. С тех пор эта музыкальная комедия начала ставиться на сценах татарских театров Оренбурга, Уфы, Казани.
8 июня 1918 года труппа «бакинских мусульманских актёров» с участием Аббаса Мирзы Шарифзаде, Александры Оленской, Джалила Багдадбекова, поставила в астраханском летнем саду «Аркадия» оперетту «Аршин мал алан». Комедия была сыграна также 30 мая (12 июня) 1918 года в Зимнем театре города Астрахань. Поставил оперетту Аббас Мирза Шарифзаде. Он же сыграл роль Султанбека. Это была первая игра Шарифзаде в этой комедии.

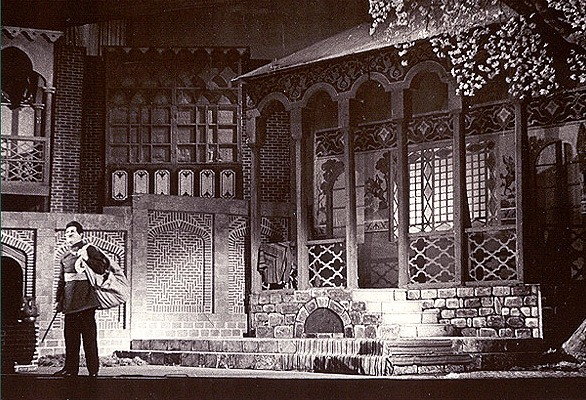
Постановка комедии в Москве в 1938 году на Декаде азербайджанского искусства. В роли Аскера выступает Бюльбюль

Спектакль ставился в горско-еврейском театре Дербента с момента его основания в 1924 году (перевод пьесы на еврейско-татский язык выполнил Яков Агарунов). Популярность комедии ещё более возросла после показа в Москве в 1938 году на Декаде азербайджанского искусства. Тогда же комедия была переведена на русский язык Д. Гликштейном и А. Яковлевым. Затем, в том же году «Аршин мал алан» на русский перевели Басаргин и Арцибашев. В ролях выступили Бюльбюль (Аскер), Гусейнага Гаджибабабеков (Сулейман), Алекпер Гусейнзаде (Султанбек), Сона Мустафаева (Гюльчохра), Эльмира Ахундова (Асья), Агигат Рзаева (Телли), Ахмед Анатоллы и Дадаш Шараплы (Вели) и А. Мамедова (Джахан). Режиссёром-постановщиком был Исмаил Идаятзаде, художником — А. Султанов. Спектакль сопровождал Азербайджанский оркестр народных инструментов под управлением Саида Рустамова. В этой же постановке опера была показана ещё 24 января 1938 года в Баку.
В 1952 году комедия была переведена на русский язык Р. Халиловым и Л. Зориным. В данном сборнике текст комедии был дан по клавиру 1948 года (в основу положен перевод Д. Гликштейна и А. Яковлева, просмотренный и одобренный самим Гаджибековым). В этом же году спектакль был поставлен в Москве в Театре драмы имени К. С. Станиславского и В. И. Немировича-Данченко. Постановщиком был Владимир Канделаки, дирижёром — Исаак Байн, художник — М. Чиковани, хормейстер — Степанов, балетмейстер — И. Арбатов. В ролях выступали Рашид Бейбутов и Матвеев (Аскер), Г. Лазаренко и Г. Зенкова (Гюльчохра), С. Големба и А. Сторикова (Джахан), В. Филимонов (Сулейман), Н. Тиличенко и Коршунов (Вели), С. Канделаки (Султанбек), О. Борисова и Смирнова-Немирович (Асья), К. Беленсова и Э. Браслис (Телли).

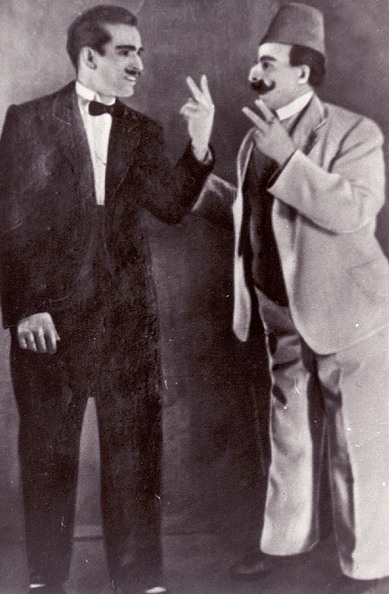
Сцена из постановки «Аршин мал алан» в Уфе. 1939 год. Хабир Галимов в роли Аскера и Габдрахман Хабибуллин в роли Султанбека

В январе 1953 года оперетта была поставлена в Ленинградском театре музыкальной комедии. Постановка музыкальной комедии была поручена молодым режиссёрам, недавним студентам Ленинградского государственного театрального института им. П. Н. Островского, Давиду Карасику и С. Чистякову, музыкальное руководство спектаклем — молодому дирижёру В. Гроссеру, а исполнение ролей — молодым актёрам театра — Льву Петропавловскому (Аскер), И. Брагиной (Гюльчохра), С. Мамыреву (Сулейман), В. Самсоненок (Ася), В. Угорскому (Вели), Л. Поновой (Телли), Н. И. Болдыревой (Джахан хала), А. Ф. Соколову (Султанбек). После спектакля в газете «Смена» была напечатана рецензия Ю. Яблочкина под названием «Спектакль молодых». Критик отметил, что данный спектакль явился «смотром сил и проверкой достижений режиссёрской и актёрской молодежи театра», как бы «итогом работы творческой молодёжи за год». По мнению Яблочкина, «молодежь театра справилась с задачей, создав острый и жизнерадостный спектакль». Критик также подчеркнул, что «написанная живым и образным языком, с острой сатирической направленностью характеристик отдельных персонажей, со свежей народной музыкой, комедия является одним из лучших музыкально-драматических произведений композиторов наших братских республик». В заключении статьи он писал:
Спектакль «Аршин мал алан» несомненно завоюет симпатии зрителей нашего города и, в первую очередь молодежи.
 В этом же году оперетта была вновь поставлена на сцене Ленинградского театра музыкальной комедии. В ролях выступали Араратян (Аскер), Банщикова (Гюльчохра), Фрадкин (Вели), Попова (Телли), Самсоненок (Асья), Слонимский (Сулейман), Габриэльянц (Джахан), Соколов (Султанбек); дирижёром был Гроссер, режиссёрами также — Чистяков и Карасик, художником — Ананьян, балетмейстер — Арбатов. Также в 1943 году оперетта была поставлена в Лакском драматическом театре, в 1953 году — в Уфе, на башкирском языке. В 1962 году в Чечено-Ингушском государственном драматическом театре состоялась премьера оперетты в переводе на чеченский язык А. Хамидова. Роли исполняли Ю. Идаев (Аскер) и А. Исаева (Джахан). Любопытно, что впервые на чеченском языке эта оперетта прозвучала в Ленингорске (Казахстан) в переводе и постановке Гаруна Батукаева ещё в 1946 году, через два года после депортации чеченцев в Казахстан.
В 2004 году премьера новой постановки «Аршин мал алан» состоялась на сцене Высшего театрального училища имени Щукина при Государственном театре имени Вахтангова с участием популярных российских актёров-выпускников Щукинского театрального училища.
В 2013 году дуэт Телли и Вели — «Деньги есть?» — из оперетты был адаптирован для исполнения Жасмин на концертном мероприятии, показанном на Первом канале.
В ноябре 2014 года спектакль «Аршин мал алан» был показан в Махачкале на аварском языке. Режиссёром-постановщиком был Байсолтан Осаев. Спектакль посмотрел и глава республики Рамазан Абдулатипов.
В марте 2016 года, музыкальная комедия «Аршин мал алан» была переведена на якутский язык и поставлена Владленой Бурнашевой в Якутском Государственном театре эстрады.

#### Постановки в Армении
В 1938 году на сцене Ереванского азербайджанского театра оперетту поставил Али Шахсабахлы. К оперетте «Аршин мал алан» обращался и Ереванский государственный театр музыкальной комедии имени Акопа Пароняна. В 1954 года оперетту (в переводе Саруханяна) на сцене этого театра поставил народный артист Армянской ССР Армен Гулакян. Роли Вели и Телли в спектакле сыграли народные артисты Армянской ССР Гайк и Изабелла Данзас. В целом Ереванский театр музыкальной комедии более 300 раз ставил оперетту. Постановка 1954 года была осуществлена не только в столице, но и в других городах Армении. Так, в 1955 году состоялись гастроли театра по районам страны. Из гастрольной программы на армянском языке известны следующие фамилии актёров: Аскер — Тащян и Манукян; Джахан хала —— заслуженные артисты Алиханян, Шахсуварян, Джанибекян; Сулейман — Хачванкян (позже народный артист Армянской ССР) и Элбакян; Вели — народный артист Армянской ССР Данзас и Шахназарян; Султанбек — народный артист Армянской ССР Сарьян и заслуженный артист Армянской ССР Аревшатян; Гюльчохра — Андриасян, Марьян‚ Мкртычан; Ася — Эрамджан, Сагателян; Телли — народная артистка Армянской ССР Данзас, Мкртычан, Григорян; режиссёр — народный артист Армянской ССР Гулакян; дирижёр — заслуженный артист Армянской ССР Варжапетян, художник — Кеворкян, постановщик танцев Ордоян, ассистент режиссёра — Аветисян.

#### Постановки в Грузии

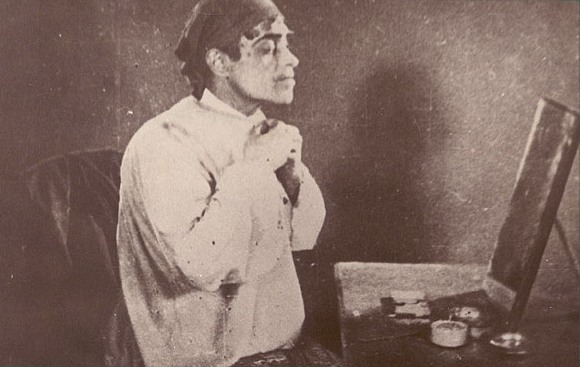
Мовсум Санани готовится к исполнению роли Телли. Тифлис, 1915 год

По словам Иосифа Живидзе, играть оперетту «Аршин мал алан» на сценах Тифлиса разрешил сам Узеир Гаджибеков в письме от 27 сентября 1915 года, о чём свидетельствуют и сохранившиеся фотокопии телеграмм Гаджибекова С. Г. Карапетянцу и Торосяну. Премьера оперетты в Тифлисе состоялась в 1916 году, а роли исполняли были артисты-любители. Либретто оперетты на грузинский язык перевёл В. Гигошвили. На премьере оперетты присутствовали также Васо Абашидзе и Иосиф Живидзе, которые позднее настаивали на постановке оперетты профессиональными артистами. Впервые «Аршин мал алана» был поставлен профессиональной труппой днём 4 февраля 1917 года в здании театра «Казино» (ныне Государственный академический театр оперы и балета имени 3. Палиашвили). Роль Вели играл сам Иосиф Живидзе. По его словам оперетта имела большой успех у горожан. В день премьеры перед зданием театра собралось много людей.
Впоследствии грузинский поэт Иосиф Гришашвили вспоминал:
Грузинское общество давно и хорошо знает выдающегося композитора Узеира Гаджибекова. Его популярная музыкальная комедия «Аршин мал алан» ставилась в Тбилиси с большим успехом на сцене кружка любителей-рабочих. В осуществлении постановки этого произведения активное участие приняли такие крупные деятели грузинской сцены, как Васо Абашидзе, Лиза Черкезишвили, Тасо Абашидзе и другие.
В этом же году оперетта с успехом ставилась профессиональными артистами и в других городах Грузии. Так, в Кутаиси её ставили четыре дня подряд. В первых грузинских постановках «Аршин мал алана» Гаджибеков не присутствовал. Однако, в 1916 году автор сам дирижировал спектаклем, который был поставлен на грузинском языке в Баку. В 1918 году грузинские артисты, будучи на гастролях в Баку, наряду с национальными опереттами привезли ставили и «Аршин мал алан». Узеир Гаджибеков также смотрел спектакль, и после его окончания взволнованно поднялся на сцену и поздравил Васо Абашидзе и всех актёров. До установления Советской власти в Грузии оперетту ставили здесь также на русском, армянском и азербайджанском языках.
В театральном сезоне 1920—1921 гг. Аршин мал алан был поставлен в Озургети артистами местного драматического кружка. Инициатором постановки стал Живидзе, а дирижёром был студент консерватории Иона Туския, ставший впоследствии известным композитором и ректором Тбилисской консерватории. Также он является автором подтекстовки музыки. В апреле 1923 года на сцене Театра имени Руставели оперетту поставил Мир-Сейфеддин Кирманшахлы.
В 1928 году грузинский режиссёр Котэ Марджанишвили, имевший желание заново поставить оперетту на сцене театра имени Руставели, поручил поэту Иосифу Гришашвили осуществить новый перевод либретто на грузинский язык. Но из-за поездки в Москву в связи с болезнью Марджанишвили не удалось поставить оперетту. В 1936—1937 гг. «Аршин мал-алан» сыграли на сцене Государственного музыкального театра под руководством режиссёра Б. Гамрекели. Эта постановка в дальнейшем не раз с успехом ставилась на сцене, в таких городах как Гори, Телави, Сигнахи.

#### Постановки в Иране
По мнению американского историка Иды Мефтахи, «Аршин мал алан» являлась одним из самых популярных театральных представлений в Иране в 1910-х годах. В мае 1917 года «Аршин мал алан» была поставлена в тегеранском «Гранд-отеле» на азербайджанском языке тифлисской труппой под руководством Абовяна. В конце 1917 года та же труппа исполнила оперетту на армянском языке. В июне 1918 года Абовян вернулся в Тегеран со своим коллективом, поставив здесь «Аршин мал алан» и некоторые другие оперетты Гаджибекова на обоих языках. С 1917 по 1922 год Благотворительное общество армянских женщин Тегерана регулярно организовывало постановки оперетты «Аршин мал алан», в том числе при шахском гареме, где актрисы, специально переодетые для исполнения мужских ролей, подверглись тщательной проверке евнухами с целью установления их пола. На деньги, заработанные с выступлений, Общество построило в Тегеране детский сад В 1930-х годах оперетта ставилась в Тебризе на персидском языке, пользуясь большим успехом.

#### Постановки в Средней Азии

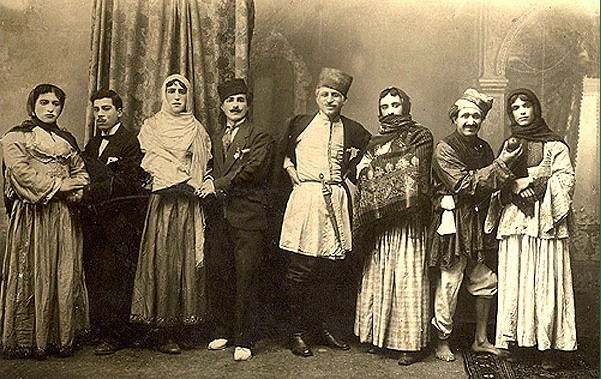
Участники спектакля «Аршин мал алан» в Ашхабадском азербайджанском театре в 1917 году (справа налево): Телли (Яхья Исмаилов), Вели (Мирза Самедов), тётя Джахан (Аслан Гаджиев), Султан-бек (Азиз Джавадов), Аскер (Али Мамедов), Гюльчохра (Агагулу Абдуллаев), Сулейман (Рзагулу Абдуллазаде), Асья (Рагим Рагимов)

Оперетта начала ставиться в Средней Азии вскоре после премьеры в Баку. В 1919 году спектакль впервые был показан в Ташкенте в театре «Коллизей». В тот же год бакинец Мирза Габиб Ахундзаде создал в Самарканде труппу из проживающих там азербайджанцев. В 1921 году спектакль был показан в Бухаре. 20 июня 1921 года она ставится бакинскими артистами в клубе Бахаи в Ашхабаде. В ролях выступали Сидги Рухулла (Султанбек), Шабустари (Аскер), Ибрагим Азери (Сулейман), Хадиджа-ханым (Гюльчохра).
21 апреля 1922 года оперетта была сыграна узбекской государственной труппой в Ташкенте в саду «Рахат». Позже в Ташкенте комедия была поставлена 24 сентября этого же года на сцене театра «Туран» узбекской труппой и кавказскими музыкантами-сазандари, режиссёром был Маннон Уйгур, удостоенный в 1932 году звания народного артиста Узбекской ССР. В последующие годы спектакль неоднократно ставился на сцене Ташкента, Ферганы, Бухары, Коканда, Хорезма, Самарканда. 29 августа 1922 года «Аршин мал алан» был поставлен в Ходженте, играли Сидги Рухулла (Султанбек), Хадиджа-ханым (Гюльчохра), Амир Дадашлы (Вели). В январе 1923 года комедию в Ашхабаде поставил Алекпер Гусейнзаде. 31 мая 1923 года оперетты была поставлена в Самарканде, главную роль играл Гусейнкули Сарабский.
В 1934 году Ленинабадский театр впервые гастролировал в Сталинабаде (ныне — Душанбе) и показал свою лучшую постановку — музыкальную комедию Гаджибекова «Аршин мал алан». В 1935 году оперетта была поставлена на сцене Уйгурского государственного театра в Алма-Ате. Отмечали, что на сцене театра «искрометная музыкальная комедия» в течение многих лет шла «с неизменным успехом» и пользовалась «особой любовью уйгурских зрителей». В 1938 году оперетта была вновь поставлена в Ташкенте, а в 1940 году — во Фрунзе. В 1955 году «Аршин мал алан» поставили в Сталинабаде на таджикском языке.
В 1939 году узбекская секция Джалал-Абадского театра поставила комедию «Аршин мал алан» на первом республиканском смотре в Кыргызстане, который был проведён перед Всесоюзным фестивалем колхозно-совхозных театров в Москве. Комедия была поставлена на киргизском языке и считалась «первой крупной работой киргизского музыкального театра в освоении культурных богатств братских республик». Гюльчохру также играла народная артистка Киргизской ССР Майнур Мустаева. В 2013 году киргизская оперная певица Асель Бекбаева исполнила партию из «Аршин мал алан» на сцене концертного зала штаб-квартиры ЮНЕСКО в Париже на азербайджанском языке.
17 марта 2011 года при поддержке посольства Азербайджана в Узбекистане в ташкентском Государственном театре музыкальной комедии состоялась презентация оперетты на русском языке. Постановку спектакля осуществил художественный руководитель и главный режиссёр театра Сергей Каприелов. В главных ролях играли народная артистка Узбекистана Зинаида Соловьева и заслуженный артист Сурат Артыков. В сентябре 2013 года премьера оперетты прошла в Органном зале КазНУИ в городе Астана в рамках празднования 20-летия ТЮРКСОЙ. В июне 2014 года премьера комедии прошла на сцене Русского драматического театра имени А. С. Пушкина в Ашхабаде. 15 октября 2014 года оперетта была показана в Бишкеке на сцене Кыргызского национального академического театра имени А. Малдыбаева в рамках вечера азербайджанской музыки. Султанбека сыграл заслуженный артист Кыргызстана Кайымбек Кускаков. Дирижировал народный артист Кыргызстана Жумакадыр Каниметов.

#### Постановки в США

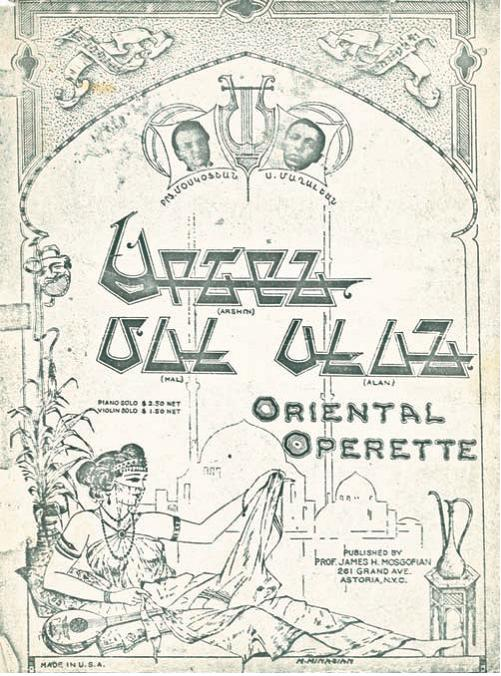
Клавир оперетты, выпущенной в США на армянском языке

Большим успехом пользовались и американские постановки «Аршин мал алана». Так, постановки «Аршин мал алан» в США прошли в 1917 году. Журнал «Молла Насреддин» от 16 февраля 1917 года писал: «В одной из газет американского города Нью-Йорк сообщается о том, что оперетта „Аршин мал алан“ начала ставиться в американских городах…». 15 сентября 1918 года в газете «Миллят» Юсиф-бек Везиров также подтвердил этот факт. Он писал: «„Аршин мал алан“ Узеирбека завоевал огромный успех даже на сценах Америки…». В 1920 году комедия была поставлена в Нью-Йорке.
Вскоре после создания «Аршин мал алан» была переведена на новоарамейский язык и завоевала популярность среди ассирийцев-выходцев из Ирана. Начиная с 1920-х годов ассирийский драматург Александр Габриэль ставил оперетту на новоарамейском в Йонкерсе и Чикаго. По мнению культуролога Эден Наби, наряду с ассирийской диаспорой в СССР, «Аршин мал алан» стала самой популярной театральной постановкой в ассирийских общинах Нью-Йорка и Коннектикута.
С 1923 по 1958 год оперетту ставили практически по всем США. Её играли на сценах Нью-Йорка, Филадельфии, Детройта, Чикаго, Кливленда, Бостона, Рейсина, Лос-Анджелеса, Фрезно, Сан-Франциско. Здесь оперетту исполнял актёрский состав армянской труппы. Имена исполнителей спектаклей на армянском языке известны из выпускаемого в то время в США фотоплаката и программе. Так, сохранилась программа постановки оперетты труппой «Шант» («Гроза») в Чикаго от 4 марта 1928 года, примадонной которой была госпожа Ася. Труппа «Шант» успешно ставила «Аршин мал алан» на Кавказе, в Персии, России, Сирии, Индии и в других местах. Роли в оперетте исполняли: Аскер — С. Магалян, Джахан хала — Петросян, Сулейман — Галустян, Вели — Овсепян, Султанбек — Арзуалджан, Гюльчохра — госпожа Ася, Асья — Манандян, Телли — Хошарян. Из выпущенной во время гастролей 1946 году в Детройте (штат Мичиган) фоторекламы известны имена новых участников труппы Магаляна. Так, кроме вышеназванных актёров, в постановках «Аршин мал алан» участвовали также Зардарян, Самуэлян, Асатурян, Гандзанекян, Ширинян, Газарян, Магалян.
7 сентября 2013 года при поддержке Генерального консульства Азербайджана и спонсорстве ГНКАР показ оперетты «Аршин мал алан» состоялся на сцене оперного театра Dorothy Chandler Pavilion в Лос-Анджелесе. Мероприятие посетило более 3 тысяч жителей Лос-Анджелеса. Продюсером проекта стал постановщик венского спектакля 2006 года Майкл Шнак, все роли в постановке сыграли американские оперные исполнители. Арии были представлены на азербайджанском языке, а диалоги — на английском. Аккомпанировал артистам Голливудский оркестр.

#### Постановки в Китае
30 мая 1959 года «Аршин мал алан» был впервые поставлен в Пекине, на сцене Пекинского Центрального экспериментального театра. Желающих посмотреть спектакль были тысячи. Для усмирения публики директор театра объявил о том, что спектакль будет ставится каждый день в течение недели. Успех премьеры был огромный. Местная пресса писала, что спектакль открыл зрителям своеобразие и прелесть азербайджанской оперетты:
Нас покорил глубоко национальный характер оперетты. Чудесная музыка полно, ярко раскрывает каждый образ в отдельности, и одновременно связывает воедино линии сюжета.
К концу 1959 года оперетту в Китае ставило уже три профессиональные труппы. Помимо вышесказанного театра, оперетту ставили и Уханьский экспериментальный оперный театр и Тяньцзиньский народный художественный театр. Местная пресса отмечала, что своей «чудесной музыкой, занимательным сюжетом, мастерством исполнителей» оперетта завоевала успех у зрителей.
Постановка оперетты «Аршин мал алан» в Китае состоялась также в 1991 году.
26 и 27 ноября 2010 года в Пекине в Национальном оперном театре по инициативе Посольства Азербайджана в КНР и при поддержке Министерства культуры и туризма Азербайджана, Азербайджанского театра оперы и балета и Китайской национальной оперы состоялась новая постановка комедии. Поставивший спектакль главный режиссёр Азербайджанского государственного театра оперы и балета Хафиз Гулиев говорил:
За две недели нам удалось поставить спектакль на китайском языке с очень известными китайскими певцами, многие из которых обучались в США, Италии, России… После спектакля директор пекинской оперы подошел к нам и поблагодарил за постановку, сказав, что очень рад, что теперь «Аршин мал алан» узнает и молодое поколение китайцев.

#### Постановки в других странах

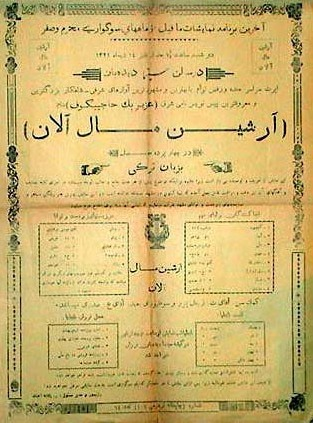
Афиша спектакля в Мешхеде. Иран, 1943

В 1940 году музыкальная комедия была поставлена в Одессе.
7 ноября 1944 года во время Второй мировой войны в Египте в транзитном лагере № 307, находившегося в местечке Дженейфи (Гинейфа), на берегу Малого горького озера, личный состав полка, сформированного из советских репатриантов при участии майора Карасова, устроил парад по случаю годовщины Октябрьской революции. А ещё до праздника репатрианты, среди которых, вероятно, было немало азербайджанцев, поставили в лагере музыкальную комедию Гаджибекова «Аршин мал алан». Постановка имела шумный успех не только среди самих репатриантов, но и среди египтян. Азербайджанский писатель Сулейман Велиев, бывший также в лагере среди репатриантов, вспоминал:
На наши спектакли приходили жители из близлежащих деревень. Мы слышали, как на улицах арабы распевали арии Аскера и Гюльчохры. Даже ребятишки мурлыкали себе под нос мелодии популярной азербайджанской оперетты.
В 1954 году в Белостокском государственном театре им. А. Венгерска «Аршин мал алан» был поставлен на польском языке. В главных ролях выступали Е. Пореда и С. Волошина. 30 января 1985 года в Анкарском государственном театре оперы и балета постановку спектакля на турецком языке осуществил режиссёр В. И. Гасанов. В 1993 году «Аршин мал алан» была вновь продемонстрирована в Турции в Мерсинском Государственном оперном театре в режиссёрской трактовке А. Н. Нематзаде. Постановка «Аршин мал алан» явилась большим событием в культурной жизни Турции. В 1995 году оперетта была поставлена в Стамбуле Гусейнагой Атакишиевым.
В 2006 году оперетта была впервые поставлена в Вене. Постановки прошли 27, 28 и 30 сентября. Постановкой руководили ректор Бакинской музыкальной академии Фархад Бадалбейли. Режиссёром постановщиком был американский режиссёр Майкл Шнак. Спектакль играли австрийские актёры: Аиша Линдсей (Гюльчохра), Иохано Люто (Асья), Рамин Дустдар (Аскер), Лин Якус Русс (Султанбек), Вольфганг Шейла (Вели), Михаэль Эберле (Сулейман). Арии исполнялись на азербайджанском языке, а роли — на немецком. Мероприятие было проведено при поддержке Министерства культуры и туризма Азербайджана, Министерства молодёжи и спорта Азербайджана и посольства Азербайджана в Австрии. В этом же году в Вене состоялось открытие памятника Узеиру Гаджибекову.
В январе 2011 года оперетта была поставлена в Минске на сцене Белорусского государственного академического театра. 19 сентября 2013 года показ оперетты состоялся в Симферополе на сцене Крымскотатарского академического музыкально-драматического театра.

## Действующие лица
| Роли                                 | Певческие голоса |
| ------------------------------------ | ---------------- |
| Аскер — молодой богатый купец        | Тенор            |
| Джахан — его тётка, вдова            | Меццо-сопрано    |
| Сулейман — товарищ Аскера            | Баритон          |
| Вели — слуга Аскера                  | Тенор            |
| Султанбек — пожилой разорившийся бек | Бас              |
| Гюльчохра — дочь Султанбека          | Сопрано          |
| Асья — племянница Султанбека         | Сопрано          |
| Телли — служанка Султанбека          | Сопрано          |

## Сюжет

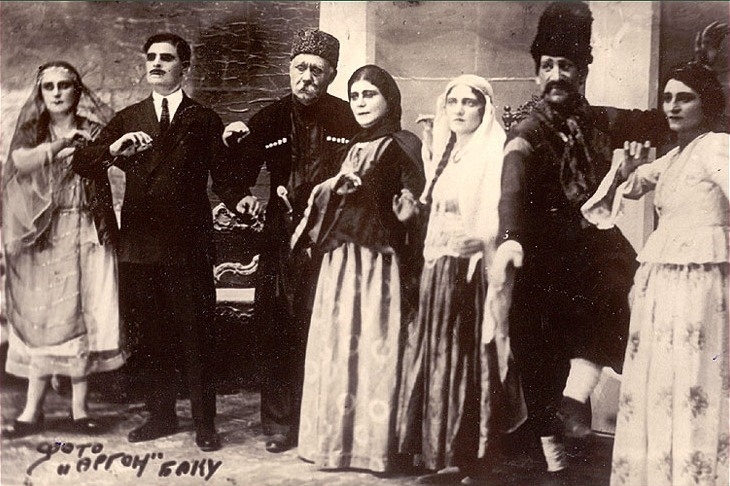
Сцена из спектакля. Гусейнкули Сарабский в роли Аскера, Мирза Ага Алиев в роли Султанбека, Ахмед Анатоллы в роли Вели

### Действие первое
Действие происходит в Шуше (Карабах) в конце XIX века. Молодой купец Аскер скучает и хандрит. Тётя Джахан не понимает причины его скуки. И лишь слуга Вели понимает, что хозяин хочет жениться. Между тем мусульманский обычай запрещал мужчине видеть невесту до свадьбы. Но жениться Аскер согласен только в том случае, если увидит невесту и полюбит её.

### Действие второе
По совету своего друга Сулеймана он переодевается в уличного торговца тканями — коробейника аршин-малчи. Аршин-малчи, зазывая покупателей криками «аршин мал алан» и продавая товар, заходит в дома, где женщины и девушки, не закрывая свои лица, рассматривают ткани. Аскер ходит по домам, видит многих девушек, но все они ему не нравятся. Наконец, он попадает в дом Султанбека. Дочь хозяина Гюльчохра и его племянница Асья мечтают вырваться на волю, но не хотят выходить замуж за неизвестного им человека. Увидев Гюльчохру, Аскер понимает, что только на ней хочет жениться. Гюльчохра тоже влюбляется в Аскера. Султанбеку нравится тётя Аскера, Джахан, и Аскер соглашается отдать в жены свою тётю при условии, что Султанбек отдаст за него Гюльчохру. Султанбек приходит в ярость от такого предложения и прогоняет аршин-малчи.

### Действие третье
Сулейман вновь находит выход — он приходит в дом Султанбека сватать Гюльчохру за богатого купца Аскера. В доме он увидел племянницу Султанбека — Асью, и она ему понравилась. Султанбек соглашается выдать за купца Аскера свою дочь, но девушка, полюбившая аршин-малчи, не подчиняется приказанию отца. Сулеймана случайно видит племянница Султанбека — Асья и влюбляется в него. Слуга же Аскера, Вели, встречается со служанкой Султанбека Телли и влюбляется в неё.

### Действие четвёртое
Гюльчохру приводят в дом Аскера. Она снимает чадру, обматывает её вокруг шеи и хочет задушить себя. В это время за сценой слышится пение аршин-малчи. Гюльчохра в недоумении прислушивается, затем мечется по комнате, не находя выхода. Но неожиданно входит Аскер, и Гюльчохра узнаёт в нём своего аршин-малчи. Оценив хитрость друзей, Султанбек вновь сватается к Джахан, а служанка Телли соглашается выйти замуж за Вели. Сулейман же просит руки Асьи. Всё заканчивается четырьмя свадьбами.

## Отзывы критики

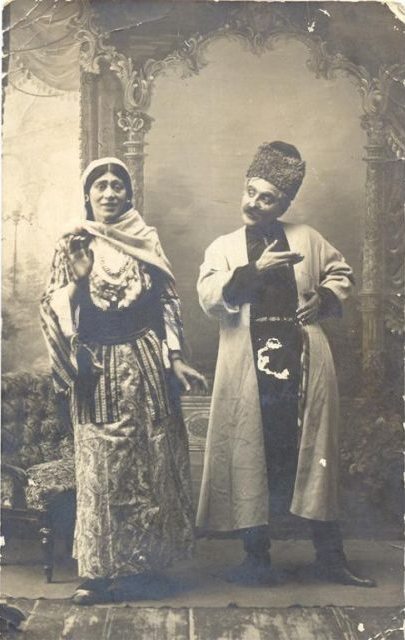
Дуэт Султанбека и тёти Джахан из постановки оперетты в 1915 году

По словам искусствоведа Фарах Алиевой, современники Гаджибекова восприняли музыкальную комедию как вызов отмирающим законам, как призыв к раскрепощению азербайджанской женщины. Алиева отмечает, что остроумный сюжет «Аршин мал алана» построен на мотиве увидеть, полюбить, а затем только вступить в брак. Сын Гусейнкули Сарабского театровед Азер Сарабский отмечал, что появление и постановка оперетты «Аршин мал алан» в дореволюционном Азербайджане явилось важной победой прогрессивных сил. По своему социальному содержанию она, по словам Сарабского, была ярким выражением идеи освобождения азербайджанской женщины от векового гнёта. Сарабский отмечает, что как и в предыдущих опереттах Гаджибекова, острие сатиры комедии было направлено против отживших свой век устоев быта — против чадры, против самодурства родителей, за свободу выбора в любви. По словам Сарабского, эта тема в те годы была настолько актуальной, что в прессе часто встречались статьи, посвящённые вопросам семьи и быта.
Согласно критику Метью О’Брайну, описанный одним писателем, как произведение «надежды и оптимизма», «Аршин мал алан» явно защищает право людей выбирать себе будущего мужа или жену. Именно это прогрессивное сообщение общественности, по мнению О’Брайна, и привело к критике в бакинской прессе, обвиняющей Гаджибекова в «ведении наших девушек по ложному пути». Один из самых громогласных недоброжелателей Гаджибекова, критик А. Ахлиев-Мамедов, критикуя «Аршин мал алан» даже писал, что «если мы воспитаем наших детей на музыкальных комедиях, конечным результатом не может быть ничто иное, кроме Содома». Сам Гаджибеков в статье об «Аршин мал алане», написанной в 1938 году, также признал, что работа была критически настроена против аспектов ислама и его традиций, но защищался, утверждая, что во время написания произведения азербайджанские женщины были «лишены даже самых элементарных прав человека».

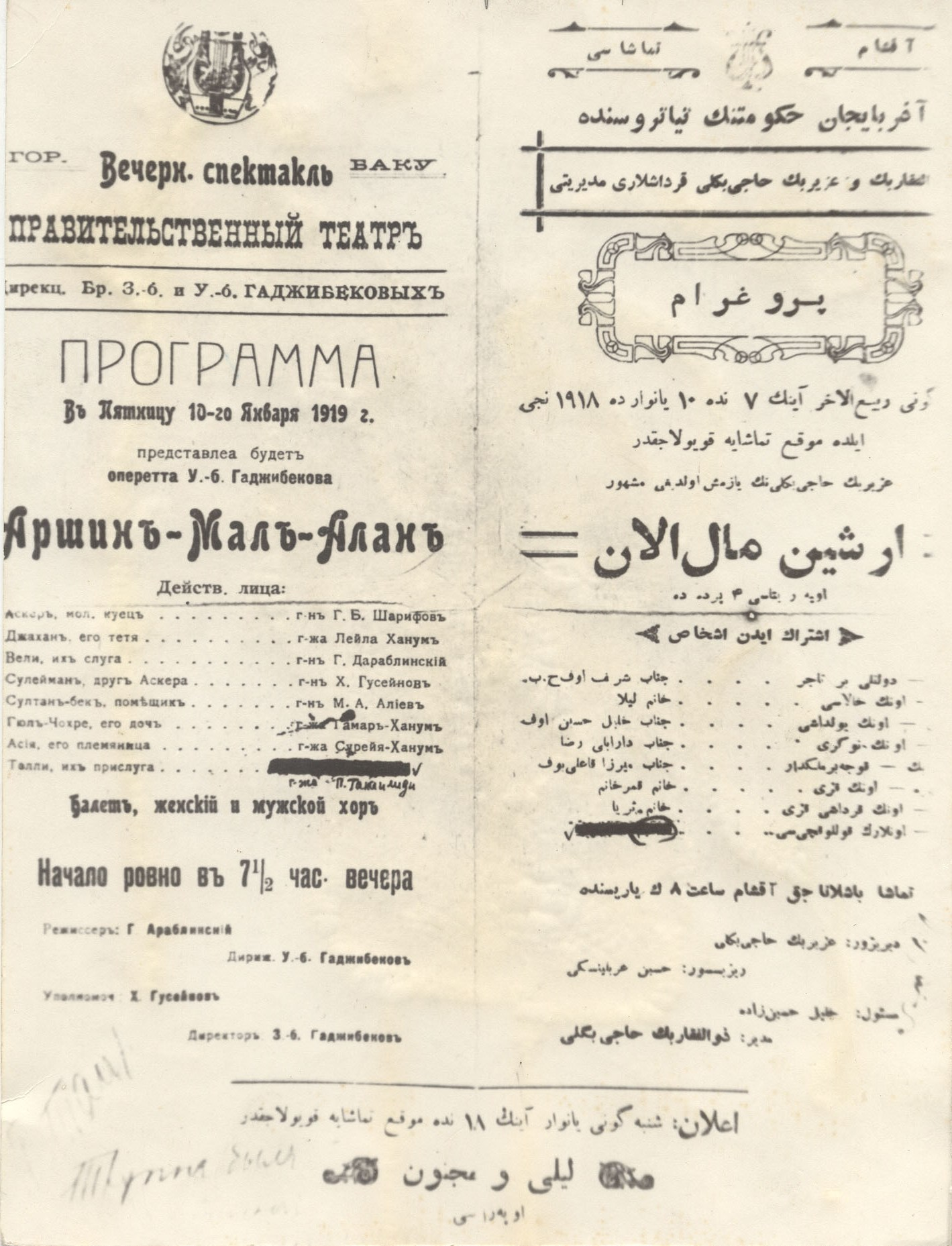
Программа постановки оперетты в 1919 году в Правительственном театре в Баку. Режиссёр Гусейн Араблинский. Национальный музей истории Азербайджана, Баку

Несмотря на то, что оперетта была с восторгом принята прогрессивным зрителем, у неё оказались и противники. Один из критиков (газета «Каспий», № 242 от 27 октября 1913), характеризуя произведение как оперетту-фарс, писал: «Сюжет оперетты заимствован (откуда заимствован автор не указывал), прибавлено несколько „соусу, и вот на сцене оперетта-фарс“, нет ни музыки, ни пения, разве только 2-3 номера, чего по мнению автора, достаточно для того, чтобы посмешить публику». В этой же статье подверглись критике и некоторые исполнители. Большая часть нападок пала на долю Сарабского. Не сумев придраться к исполнительскому мастерству актёра, автор рецензии пытался оскорбить артиста и вызвать у публики отрицательное отношение к нему. Так, рецензент писал: «В главной роли выступил Сарабский, опустившийся от роли Меджнуна до амплуа кафешантанного певца. Правда артист фарсо-комедийным выступлением смешил публику, но испортил в ней впечатление Меджнуна-Сарабского». Об игре Гусейн-заде отмечалось, что он, играя прекрасно, несколько увлекается и впадает иногда «в шарж» и этим портит выгодное впечатление. Хорошо была оценена роль Х. Гусейнова, исполнившего роль Вели. В этой же рецензии говорилось, что «скороспелая фабрикация „мусульманских опер“ и „оперетт“ наносит мусульманскому театру такой ущерб, что возродившийся театр среди мусульман рискует очень быстро потерять своё значение». Постановка оперетты вызывала ещё одну волну нападок на музыкальный театр, лозунгом которых было пресловутое «опера губит драму». Но несмотря на весь шквал необоснованных обвинений в адрес деятелей музыкального театра, азербайджанский массовый зритель всё более и более стал посещать его постановки. В 1913 году постановка оперетты состоялась ещё 8 ноября также с участием Сарабского. Автор рецензии на вторую постановку (газета «Баку», № 253 от 10 ноября 1913), называя её «новой оригинальной» опереттой, находил её музыку слабой и считал, что её нельзя назвать опереттой, а скорее «фарсом с музыкой».
Музыковед Земфира Сафарова пишет, что Гаджибеков создал замечательную музыкальную комедию «Аршин мал алан», которая имела широкий, поистине международный успех, как ни одно из прежних произведений Гаджибекова. «Аршин мал алан», по словам Сафаровой, можно считать первой ласточкой азербайджанской музыки, облетевшей весь мир.
Музыковед Виктор Городинский писал, что «в брызжущих весельем и неподдельным юмором песенных мотивах „Аршин мал алан“, сочиненных Гаджибековым в манере и ладах народной песни и быстро превратившихся в самые настоящие народные мотивы, таилась всё та же взрывчатая сила, что наводила такой страх на реакционеров всех оттенков и мастей». По мнению музыковеда Кубада Касимова музыкальная комедия «Аршин мал алан» стоит на одной ступени с лучшими образцами этого жанра мировой классики. Музыковед Эльмира Абасова отмечает, что музыка этого произведения, отмеченная оригинальностью и тонкостью разработки ряда стилевых качеств народно-песенной мелодики, предвосхищает зрелый и творческий стиль композитора.
Искусствоведы Нигяр Алекперова и Борис Заболотских отмечают, что «Аршин мал алан» знаменует собой качественно новый этап в творческой деятельности Узеира Гаджибекова. По словам авторов, в оперетте «Аршин мал алан» своё последовательное развитие находят впервые применённые Гаджибековым в мугамных операх элементы лейтмотивной техники.
Известный польский драматург Сергей Поволоцкий вспоминает:
Я первый раз услышал арию Аскера в исполнении великолепного певца Рашида Бейбутова. Потом я посмотрел фильм «Аршин мал алан», в котором Рашид Бейбутов сыграл главную роль. Я был потрясен и влюблен в эту картину. Спустя некоторое время любимый всеми певец в очередной раз приезжает в Польшу на гастроли. Я ещё раз услышал в его исполнении арию Аскера на польском языке, которую он исполнял на каждом концерте. После очередного концерта подошел к Рашиду Бейбутову и поделился с ним желанием перевести «Аршин мал алан» на польский язык. Певец мое предложение одобрил…
Российский актёр Антон Макарский после окончания Щукинского театрального училища целый год играл этот спектакль (одну из пяти своих дипломных работ) в театре Театре имени Евгения Вахтангова. «Аршин мал алан», где Макарский сыграл главную роль — Аскера, актёр называет одним из своих любимых спектаклей.

## Музыка в оперетте

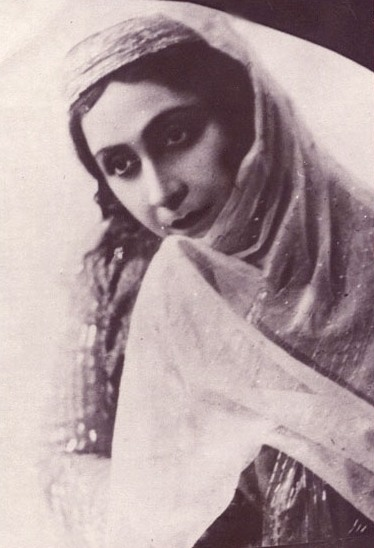
Хуршид Каджар в роли Гюльчохры, 1927 год

Искусствовед Фарах Алиева отмечала, что в «Аршин мал алан» Узеир Гаджибеков создал яркий, оригинальный вокальный стиль, синтезирующий народно-песенные и мугамные напевы. В комедии сочетаются традиции кантиленности, идущей от европейской классики и национальной мелодики.
Музыка, по словам Алиевой, является главным художественно-выразительным началом в «Аршин мал алан», а её драматургическая роль — определяющей. Лейтмотив любви, основанной на теме знаменитой песенки Аршина-малчи из II действия способствует, по мнению Алиевой, образно-интонационному единству музыки. Узеир Гаджибеков в качестве главной музыкально-сценической формы избирает арию, отказываясь от традиционной куплетности. По словам музыковеда Эльмиры Абасовой, драматургическая функция музыки в «Аршин мал алане» гораздо сложнее и шире чем в предшествующих комедиях автора. Она ведёт действие и служит для раскрытия образов действующих лиц. В этой комедии Гаджибеков впервые широко и многогранно воплотил лирическую сферу. Абасова отмечает, что «Аршин мал алан» от традиционных оперетт Гаджибекова отличает глубина образного содержания и масштабы развития музыки, характеризующий главных героев, а также приближают это произведение к комической опере.

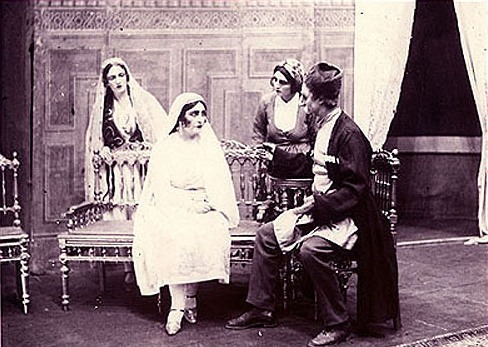
Сцена «Признания» Гюльчохры. Постановка 1928 года

В оперетте Узеир Гаджибеков сохранил принцип «номерной» структуры, при этом совершенно устранив суммарное объединение законченных музыкальных отрывков. В произведении, по словам Эльмиры Абасовой, проступает стремление Гаджибекова к интонационно-тематическому единству. Одна из основных ролей в произведении принадлежит песенке Аскера (аршин-малчи) из II действия, которую Абасова называет песней любви. Тема любви активно развивается в этой комедии, что отсутствует в других комедиях Гаджибекова. Интонационную основу песенки Аскера составляют речитативные выкрики разносчиков товаров, приобретшие у Гаджибекова широко распевный, лирический характер. В связи с эти в «Аршин мал алане» впервые встречается значительное переинтонирование первоисточника.
Фарах Алиева называет партии Аскера и Гюльчохры масштабными и разнообразными. Образ главного героя, мечтающего о большой любви, по мнению искусствоведа, обобщённо выражен в арии из I действия, слова которой взяты из известной газели поэта XVI века Физули. Во II же действии в дуэте с Гюльчохрой Аскер предстаёт уже иным: Алиева называет его взволнованным, решительным, счастливым и влюблённым. Первая ария Гюльчохры из II действия проникнута чувством грусти, томления, ожидания. Главная героиня мечтает о настоящей, прекрасной любви, и это чувство, по словам Фарах Алиевой, выражено в следующей арии из того же действия. В музыке арии, как отмечает Алиева, «выражен вдохновенный порыв, раскованность, желание свободы». Следующие два развернутых вокальных номера — ария из III действия и ария-плач из IV действия, возвращает к изначальному настроению героини, они, по мнению Алиевой, как бы символизируют печальную судьбу женщины-азербайджанки того времени. В партии Гюльчохры тема любви, интонационно трансформируясь, приобретает новые образные оттенки: в «Признании» становится активно-действенной, в трио (с Асьей и Телли) — трепетно-взволнованной. В увертюре же эта тема звучит мягким вальсом. В музыке увертюры Гаджибеков впервые обобщил основные образы комедии — жизнерадостно-искромётные и задушевно-лирические.

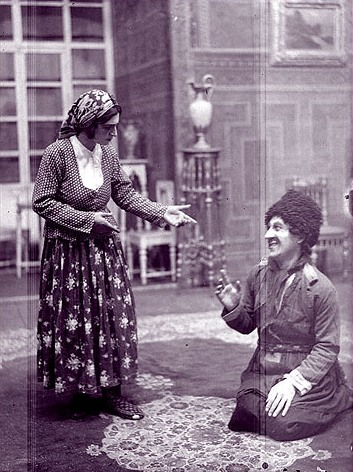
Дуэт Вели и Телли. Тюркский рабочий театр в Баку, 1928 год

Другим типичным для оперного жанра приёмом, использованным Гаджибековым в «Аршин мал алане», являются интонационные связи в рамках партии одного героя. Это относится к музыкальной характеристике Гюльчохры, проникнутой, по словам Эльмиры Абасовой, однотипными интонациями. Интонационное сходство (в том числе и ладово-тональное) особенно заметно проявляется в заключительных номерах партии героини — «Элегии» и «Плаче», которые в известной мере драматизируют образ. На интонационную общность в музыкальных характеристиках Гюльчохры и Аскера обратил внимание музыковед Ханлар Меликов в книге «Особенности стиля и драматургии музыкальных комедий Узеира Гаджибекова», а элегия в клавире 1958 года обозначена как ария Гюльчохры.
В жанрово-бытовом русле выражены образы остальных героев. Здесь имеют место весёлые песни и танцы, вносящие живость, веселье, комический колорит в сценические события. Среди них можно назвать куплеты Джахан-халы, песню Сулейман-бека, куплеты и танец Сулейман-бека, Джахан и Вели, песню и танец Асьи, куплеты Султанбека, дуэт Вели и Телли, комическую сценку объяснения слуг в любви. Эту жанрово-музыкальную сценку, рисующую объяснение слуг в любви музыковед Эльмира Абасова называет уникальной в свём роде.

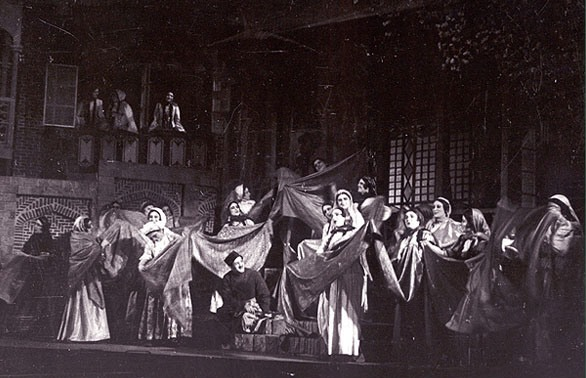
Хор девушек из II действия. Постановка 1938 года в дни Декады азербайджанского искусства в Москве

Действие в «Аршин мал алан» развивается динамично. В комедии отсутствуют фоновые, комментирующие номера. Аромат и дух национального быта воссоздаёт единственный хор девушек из II действия, являющийся единственным вставным хоровым отрывком. Избегание Гаджибековым номеров фонового или комментирующе-морализующего характера, а также отказ композитора и от широкого хорового начала Эльмира Абасова объясняет тем, что Гаджибеков стремился выделить прежде всего лирическую линию. Даже сцена свадьбы в клавире представлена одним танцевальным эпизодом, на материале которого строится увертюра. В эту сцену свадьбы при постановке комедии обычно включают мугамно-импровизационный материал.
Значительными и глубокими являются связи музыки «Аршин мал алан» с фольклором. Интонации азербайджанских народных танцев и песен очень тонко претворены Гаджибековым. Так, например, азербайджанская народная песня «Галанын дибинде» звучит в хоре девушек из II действия; песня «Джанлар ичиндеки джаным ай» — в куплетах Султанбека, интонации танца «Терекеме» — в танце Асьи, а в главной теме увертюры претворены интонации песни «Бойнунда вар сарылыг». Песня «Джанлар ичиндеки джаным ай» («Моя избранница»), мелодия которой возникла на основе мугамного стиля, является единственной народной мелодией, которую Гаджибеков использует целостно. Тем не менее, использование народного оборота-мотива в произведении творческое. Гаджибеков шлифует уже отшлифованный в устном творчестве первоисточник.
По словам музыковеда Земфиры Сафаровой, особенно в комедии «Аршин мал алан» Гаджибеков на профессиональном уровне создаёт дух народной музыки. По словам музыковеда Людмилы Карагичевой музыкальный стиль «Аршин мал алан» не связан с импровизационным стилем мугамата. Музыка произведения, как отмечает Карагичева, основана на характерных оборотах городской куплетной песни с её танцевальной ритмикой и другими специфическими признаками. Музыковед Абрам Гозенпуд, называя произведение комической оперой, писал:
В опере Гаджибекова органически сочетаются национальный мелос, лирика, жанровые краски в воссоздании живых и типичных характеров. Музыка выросла из народных истоков, и мелодии её сделались народными. Композитор-драматург правдиво обрисовал своеобразный быт старого Баку. И хотя в соответствии с жанром произведения все завершается счастливо, автор показывает, что при иных обстоятельствах судьба героев могла бы сложиться не так благоприятно.
Мелодии «Аршин мал алан» послужили материалом для концертных транскрипций, среди которых лучшей считается «Фантазия для скрипки и фортепиано» Нины Карницкой.

## Характеры героев
Отрицательных героев в комедии нет. Действующие лица в «Аршин мал алане» чётко разделены на несколько пар. Каждая из них является представителем определённого слоя общества. Они отличаются друг от друга многими чертами. В то же время, по словам музыковеда Эльмиры Абасовой, все пары в большей или меньшей степени вовлечены в разрешение проблемы брака и семьи, и все пары активно или исподволь, сознательно или стихийно выступают против устоев религии. В этом, по словам Абасовой, прежде всего и состоит новый идейный смысл, отличающий «Аршин мал алан» от двух предшествовавших музыкальных комедий «Муж и жена» и «Не та, так эта». И всё же многое, как отмечает Абасова, роднит «Аршин мал алан» с ними, и прежде всего с комедией «Не та, так эта».

### Аскер и Гюльчохра

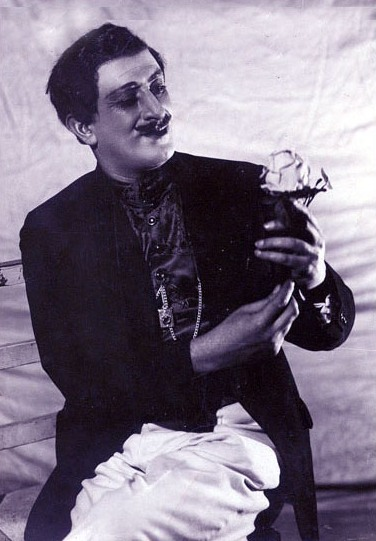
Бюльбюль в роли Аскера

На первый план выдвинуты главные герои — Аскер и Гюльчохра. Их судьба и любовь являются основой главной линии в сюжетной канве оперетты. Искусствовед Фарах Алиева утверждает, что Аскер и Гюльчохра решительно отстаивают свои права на взаимную любовь: «Вдохновенные и романтичные, они лишены сословных предрассудков. Ради своей любви они готовы на всё». Отмечая ошибочность того, что Аскера выставляли в качестве сторонника обновлений, Узеир Гаджибеков в своей статье «Заметки об „Аршин мал алане“» в газете «Коммунист» от 11 апреля 1938 года писал:
Узрев разоблачение в этом произведении своих действий, господствующая в обществе буржуазия, для отвода удара от себя, принялась разъяснять общественности идею „Аршин мал алана“ в совершенно противоположном ключе. Некоторые идеализировали Аскера, выставляя его как явного сторонника обновлений. Хотя это была в корне ошибочная трактовка. Аскер — это человек, который подходит ко всему с купеческой точки зрения. Если он и желает жениться, то только после того, как увидит девушку, это происходит не потому, что он сторонник нововведений, а потому, что он купец. Он оценивает девушку, на которой собирается жениться, так же как и ситец в 12 копеек за аршин: как ситец бывает хорошим или гнилым, так и девушка может быть слепой, хромой, рябой, недостойной его. Именно поэтому купец хочет заполучить „товар“ только после того, как увидит его. Вдобавок девушка должна быть из соответствующей семьи..
По словам исполнителя роли Аскера Рашида Бейбутова купец Аскер — это типичный образ тысячи подобных аршин-малчи своего времени. Описанные в «Аршин мал алане» явления, по словам Бейбутова, столь характерны, что это произведение певец называет «энциклопедией того периода». В роли Аскера, как отмечает Бейбутов, органично слились исполнительская вокальная и актёрская деятельность.

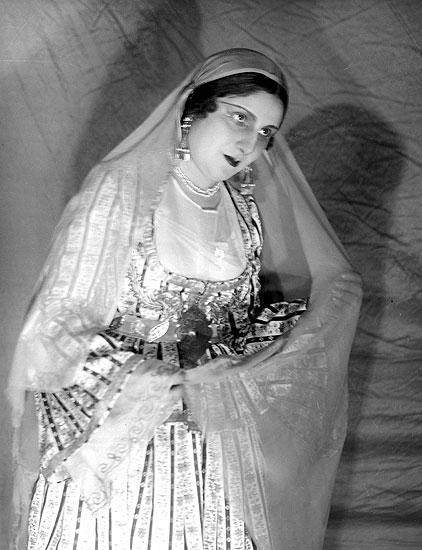
Сона Мустафаева в роли Гюльчохры

Музыковед Эльмира Абасова пишет, что умеющие глубоко и преданно любить Аскер и Гюльчохра борются за своё счастье. Аскера и Гюльчохру Абасова называет активными «преемниками» Сарвера и Гюльназ (главных героев комедии «Не та, так эта»). Аскер, как и Сарвер, решителен и смел. Но Аскер более мечтательный. Разочарованный, он тоскует в своём богатом доме. Его жизнь, по словам музыковеда, может заполнить только большая, настоящая любовь. Аскер жалуется: «Ну вот, мы благополучно выросли, слава Аллаху, богаты, но сердце не успокаивается: оно требует ещё чего-то». По мнению Эльмиры Абасовой, ходить по дворам в одеянии бедного «аршин-малчи», надеясь на встречу с девушкой, которую он мог бы полюбить, Аскера заставляет именно это «ещё чего-то».
Гюльчохру, по мнению Эльмиры Абасовой, отличает глубокая тоска, неудовлетворённость жизнью взаперти в стенах отцовского дома. Будучи нежной и поэтичной, она, по словам Абасовой, обнаруживает огромную, необоримую силу сопротивления укоренившимся сословным предрассудкам. Она не скрывает своей любви к бедному и незнатному «аршин-малчи». Девушка предпочитает смерть насильственному браку.
Пары Сулейман-бек и Асья, Султанбек и тётушка Джахан, даже слуги Телли и Вели, согласно Фарах Алиевой, поданы в лирико-комическом ключе.

### Сулейман и Асья
О счастье, по словам Фарах Алиевой, мечтают также спокойные и уравновешенные Сулейман-бек и двоюродная сестра Гюльчохры Асья, но в пределах семейных традиций. Сулейман и Асья, мечтающие о взаимном счастье, по словам Эльмиры Абасовой, оттеняют романтическую приподнятость главных героев. И всё же Асья, как отмечает Абасова, ещё крепко скована условностями мусульманского мира. Она, согласно Абасовой, не могла бы полюбить «презренного» «аршин-малчи», от которого даже можно не прятать своего лица. Узеир Гаджибеков про характер Сулеймана писал:
Друг Аскера — Сулейман тоже купец. Отличается он тем, что более предприимчив, деловит, мастер на всякие ухищрения.

Одни из первых исполнителей главных ролей в комедии
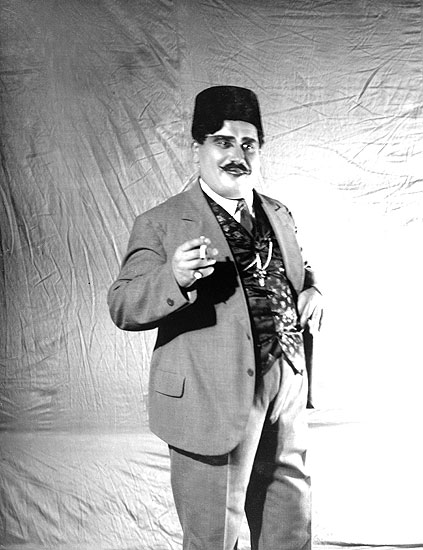
Гусейнага Гаджибабабеков в роли Сулеймана
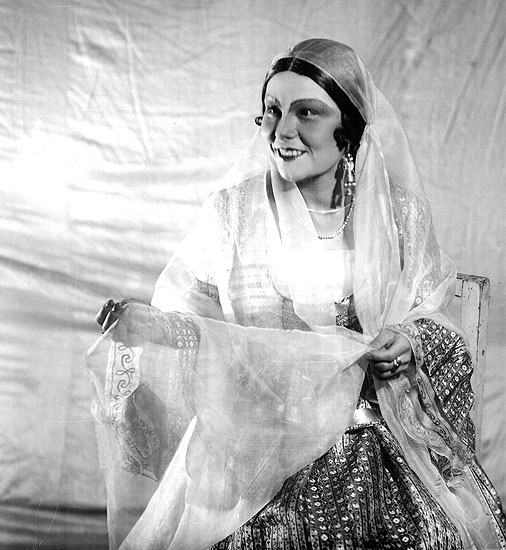
Алия Терегулова в роли Асьи

### Вели и Телли

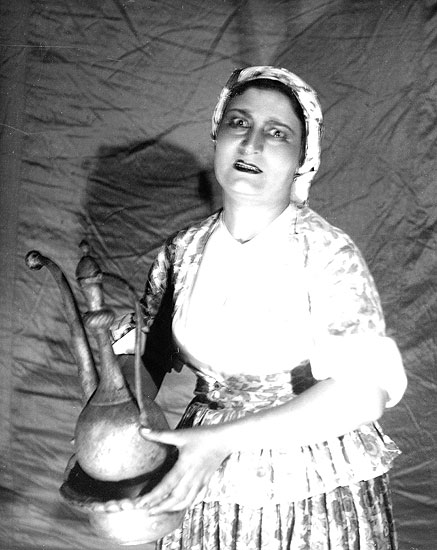
Агигат Рзаева в роли Телли

Образы Вели и Телли рассматриваются Фарах Алиевой как умные, весёлые, проницательные и изобретательные слуги, которые тоже мечтают о любви и счастье. В раскрытие образа Телли определённый вклад внесла актриса Агигат Рзаева. Её рассказ о порядке сватовства и свадьбе, а также вокальное исполнение шуточной песни о томлении невесты по жениху Кубад Касимов называет одной из интересных сцен спектакля.
Эльмира Абасова называет Вели и Телли находчивыми, искренними и жизнерадостными слугами. Их образы, по словам Абасовой, Гаджибеков раскрыл с жанровой точностью и художественной выразительностью. Согласно Абасовой, они стали любимцами публики потому, что в их образах остроумно и самобытно запечатлены типичные черты представителей народа. Эта пара, как отмечает Абасова, вносит и гораздо более глубокий смысл в общее раскрытие идейного содержания комедии: люди третьего сословия также имеют право на любовь и свободу чувств. Тогда как в первой и второй музыкальных комедиях Гаджибекова служанки Гюль-Пери и Сенем жертвовали собой и добровольно соглашались на брак с неудачливыми женихами.

### Султанбек и Джахан

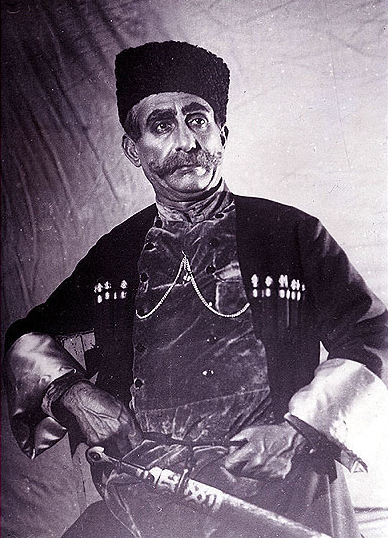
Алекпер Гусейнзаде в роли Султанбека

Тётушка Аскера Джахан и отец Гюльчохры Султанбек считаются Фарах Алиевой представителями «старого мира», и даже не представляют себе возможное изменение многовекового уклада семейного быта. Но, как отмечает Фарах Алиева, и они стремятся к «семейному согласию и уютному гнёздышку». Это подтверждает фраза Султан бека «3 рубля, 1 молла и головка сахара и всё». Кубад Касимов называет пожилую тётку Аскера Джахан олицетворением феодального быта. Несмотря на то, что Гаджибеков создал Султанбека как консервативного и самого обычного дворянина, который смотрит свысока на учителей, докторов, инженеров, артисты, исполняющие роль Султанбека в последующие годы, не стремились сделать своего героя посмешищем, а наоборот, старались наряду с минусами показать образ настоящего бека, с присущими ему характерными чертами. Так, Узеир Гаджибеков в статье «Заметки об „Аршин мал алане“» писал:
Консерватизм самого обычного карабахского дворянина Солтан бека доходит до того, что он смотрит свысока на учителей, докторов, инженеров. Эти люди хоть и вращаются в высших кругах, вполне могут быть неблагородного происхождения. Именно поэтому Солтан бек избегает их, предпочитая проводить время в лавке парфюмера Мирзы Гусейна. Нравятся ему представители купеческого капитала вроде купца Гаджи Мурсала.
Об игре Алекпера Гусейнзаде в роли Султанбека Узеир Гаджибеков в своей статье от 10 января 1919 года в газете «Азербайджан» под псевдонимом Мизраб писал:
Господин Гусейнзаде, артистический талант которого невозможно отрицать, так сыграл Султанбека, образ значительной части беков Азербайджана, что описанный автором «тип» полностью исчез.
Деспотичного, капризного и недалёкого Султанбека и тётушку Джахан Эльмира Абасова также называет тесно связанными со старым миром. Джахан непонятна тоска Аскера. Однако, ей пришлась по душе хитроумная проделка её племянника. А встретив Султанбека, Джахан пренебрегает требуемыми нормами поведения и приоткрывает ему своё лицо. Эту сцену Абасова называет одной из центральных в раскрытии идейного замысла комедии, она наполнена непримиримым сатирическим смехом.

## Экранизации оперетты

### Первые экранизации

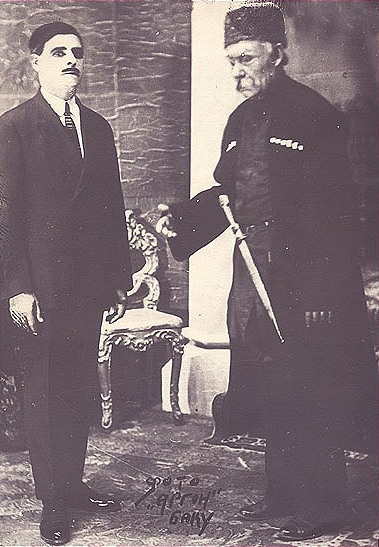
Гусейнкули Сарабский в роли Аскера и Мирза Ага Алиев в роли Султанбека. Именно эти актёры сыграли одни из главных ролей в первой экранизации 1916 года

Оперетту «Аршин мал алан» экранизировали 4 раза. Первая экранизация была осуществлена в России в 1916 году на студии акционерного общества «Фильм» братьев Пирон. Режиссёр Борис Светлов произвёл эту экранизацию с участием Гусейнкули Сарабского (Аскер), Ахмеда Агдамского (Гюльчохра), Мирза Аги Алиева (Сулейман-бек), Алекпер Гусейнзаде (Султанбек), Ю. Нариманова (тётушка Джахан) и др. Фильм был немой. За сценой располагались певцы и ансамбль азербайджанских инструментов. Джаббар Каръягдыоглы и другие известные музыканты пели по ходу пьесы.
Следующая экранизация произошла в Петербурге в 1917 году. Её судьба оказалась скандальной. Так, петербургский режиссёр Г. Беляков снял фильм «Аршин мал алан» без разрешения её автора Узеира Гаджибекова. С первых же дней 1917 года в газетах печатаются объявления о том, что фильм «Аршин мал алан» будет показан в кинотеатре «Форум» в Баку начиная с 3 января. Первый показ состоялся, но, узнав об этом, Узеир Гаджибеков вместе со своим адвокатом Алимардан-беком Топчибашевым наносит визит градоначальнику Ковалёву и просит приостановить демонстрацию фильма, так как фильм был снят без разрешения и согласия автора. Ковалёв подписывает приказ на имя директора кинотеатра «Форум» Андреева и требует снятия фильма с показа. 4 января 1917 года, несмотря на то, что все билеты на показ были распроданы, фильм снимается с экрана.
В 1918 году кинофирма «Ханжонков и КО» решила экранизировать оперетту, но фильм не был снят из-за несогласия Узеира Гаджибекова. В годы, предшествующие установлению советской власти в Азербайджане, французская фирма «Братья Пате» через Стамбул вышла на деятелей искусств Азербайджана с предложением экранизировать «Аршин мал алан». Однако из-за большевистского переворота в республике совместный проект потерпел неудачу.
В 1937 году американский режиссёр армянского происхождения Сетраг Вартян экранизировал «Аршин мал алан» на армянском языке без указания автора.
В 1960 году режиссёр Надер Хафези экранизировал оперетту в Иране на персидском языке на киностудии «Парс фильм». Главную роль в фильме сыграл иранский эстрадный певец армянского происхождения Виген Дердерян.

### Экранизация 1945 года

Постер фильма «Аршин мал алан» (1945)

В 1943 году во время Тегеранской конференции в Иране с культурной программой находились азербайджанские артисты. Они случайно попали на просмотр фильма «Аршин мал алан» и с удивлением прочитали в титрах, что фильм снят в Голливуде режиссёром Тиграновым, а сценаристом и автором музыки является Магалян. Артисты рассказали об этом Узеиру Гаджибекову, и он, зная, что оперетта «Аршин мал алан» нравится Сталину, адресовал свой протест ему лично. Вскоре композитор получил телеграмму:
Предлагаю снять наш, советский, настоящий «Аршин мал алан».
По указанию Сталина была организована экранизация произведения Гаджибекова в Азербайджане, в 1945 году. Сценарий к фильму написал Сабит Рахман, режиссёрами-постановщиками были назначены Рза Тахмасиб и Николай Лещенко. Должность музыкального редактора была поручена племяннику Узеир-бека Ниязи. Ответственным Сталин назначил секретаря компартии Азербайджана Мир Джафара Багирова. Начался поиск артистов на роли главных героев — Аскера и Гюльчохры. В это время в Баку с джаз-оркестром Артемия Айвазяна приезжает на гастроли Рашид Бейбутов. На концерте оказываются Узеир Гаджибеков и режиссёры Николай Лещенко и Рза Тахмасиб. Бейбутов включал в свой концертный репертуар два музыкальных номера из «Аршин мал алана» — арии Аскера и Вели. Услышав арию Аскера в исполнении Бейбутова (выступал певец с каракулевой папахой своего отца на голове), его решают снять в главной роли. Так, после того, как концерт закончился, участники творческой группы, не скрывая радости, подошли к Бейбутову со словами: «наконец-то мы нашли… перед нами подлинный купец Аскер!»
На роль главной героини была приглашена Лейла Джаванширова. Хотя изначально двадцатилетняя танцовщица не понравилась съёмочной группе, Лейле очень хотелось сняться в фильме, и она пришла к Узеиру Гаджибекову. Расплакавшись, она сказала композитору, что мечтает сыграть роль Гюльчохры и что ради этого готова идти на любые лишения, работать день и ночь. Тогда Гаджибеков попросил режиссёров ещё раз «посмотреть» её.

Кадр из фильма «Аршин мал алан» 1945 года с участием Рашида Бейбутова и Лейлы Джаваншировой

Сценарий фильма был утвержден в Москве только 22 марта 1944 года. Фильм стал сниматься Бакинской киностудией на азербайджанском и русском языках. Съёмки фильма шли в Мардакянах, пригороде Баку. По рассказам Бейбутова, когда бакинцы узнали, что снимается фильм, то доставали из «сундучков» семейные реликвии: утварь, одежду, достойную бекского интерьера, и несли на съёмочную площадку. Поэтому весь реквизит был настоящий: и золотой портсигар, и богатые наряды, украшения, мебель, посуда. Бейбутов позднее вспоминал:
С большой охотой я начал сниматься в этой веселой комедии. Меня ждала весьма ответственная работа… я оказался вынужденным исполнять свою роль на двух языках… Бывали дни, когда в съемках я не участвовал, но тем не менее приходил на съемочную площадку, стараясь оказать свою посильную помощь. Однако главная моя цель заключалась не в этом: я стремился ощутить себя в гуще тех событий, в которых оказался Аскер… Отец, бывало, говорил мне: «сынок, когда я был мальчиком, мой отец посылал меня торговать мануфактурой…». Посмотрите, какое совпадение: мой отец в детстве был настоящим аршин-малчи, а я — на экране…
На роль Аси была утверждена молодая актриса Театра юного зрителя Рахиля Меликова. Остальные роли в фильме исполнили Лютфали Абдуллаев (Вели), игра которого отличалась неподдельным, по словам музыковеда Эльмиры Абасовой, комизмом, Исмаил Эфендиев (Сулейман), Фатьма Мехралиева (Телли), Минаввер Калантарлы (Джахан), Алекпер Гусейнзаде (Султанбек). Также в фильме в роли Мешади Ибада, героя второй оперетты композитора «Не та, так эта», снялся Мирза Ага Алиев. Этот образ был введён в фильм — сцена на рынке — в качестве колоритной эпизодической фигуры. Консультантом проекта выступил известный советский кинорежиссёр, актёр и сценарист Г. В. Александров.
Изначально картина не была одобрена советской цензурой и прокат её был запрещён. Так, 5 июля 1945 года на сдаче фильма между членами московской комиссии возникла перепалка. Один из членов комиссии резко раскритиковал картину и вдобавок стал грозить творческой группе ссылкой в Сибирь. На заседании раздавались высказывания типа «это идеализация бекско-ханского быта», «съёмки напоминают рекламные картинки», «а какую цель вы преследовали, снимая такой фильм?», «хотите сказать, что дореволюционная жизнь была такой красивой?!». Однако несогласный с мнением худсовета Сергей Эйзенштейн, считавший, что картина «покорит мир», добился того, чтобы картину посмотрел Сталин, который одобрил фильм. После одобрения Сталина фильм «Аршин мал алан» поступил на прокат в СССР, а творческий коллектив фильма был удостоен Сталинской премии.

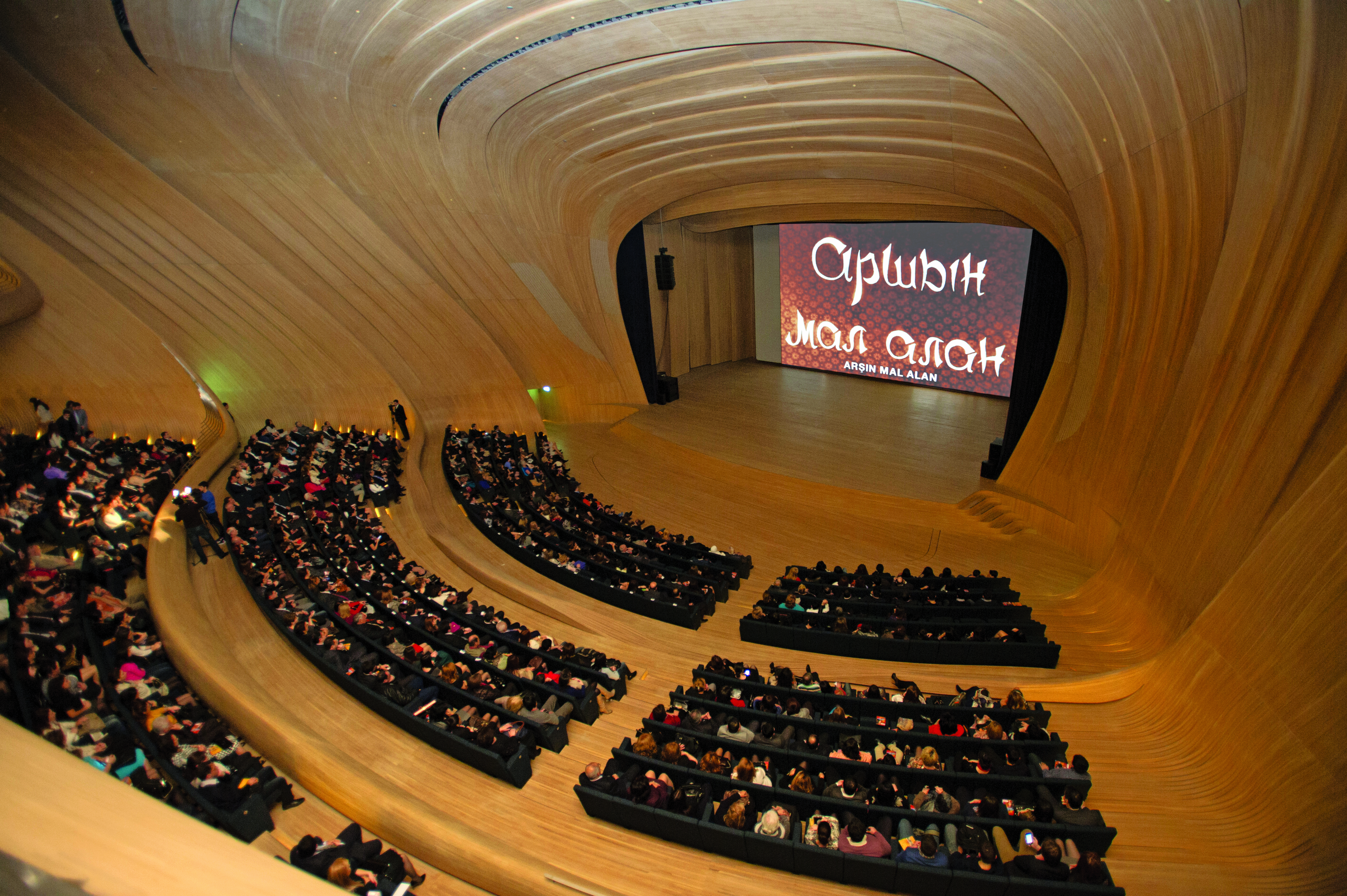
Перед началом премьеры цветной версии фильма в Центре Гейдара Алиева

Этот фильм показали в 136 странах и дублировали на 86 языков. Как указывается в журнале «Огонёк» № 2 1996 года, в результате социологических опросов, проведённых по случаю 100-летия российского кино, среди советских фильмов, оказавших заметное влияние на развитие советской кинематографии, и зарубежных, которые длительное время демонстрировались на советских экранах, было отобрано «100 любимых фильмов», которые разделены на три части: золотой, серебряный и бронзовый списки. На основе единогласного заключения известных специалистов снятая в 1945 году кинокомедия «Аршин мал алан» была включена в «Золотой список». Только в Советском Союзе фильм посмотрели более 16 млн зрителей. Бюджет картины составил 5 млн 807 тыс. рублей, тогда как прибыль от проката картины превысила цифру в 5 млрд рублей. Американский историк Майкл Смит писал в своей статье «Кинематограф „Советского Востока“»:
Зрителям в национальных республиках демонстрировались красивые истории о средневековых поэтах и певцах, о несчастной любви. Это были фильмы в стиле нео-фольклора позднего сталинизма. Народность снова получила признание. Вклад Азербайджана в этот жанр представлен музыкальным шедевром «Аршин мал алан». Фильм был снят в 1945 году на основе комедийной оперетты Узеира Гаджибекова, созданной по мотивам народной любовной истории об ухаживаниях купца Аскера за его возлюбленной Гюльчохрой..

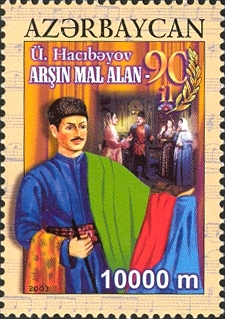
Почтовая марка Азербайджана, посвящённая 90-летию оперетты с кадром из фильма 1965 года

Фильм очень понравился и Мао Цзэдуну, и он приказал снять в Китае свою версию, которая называлась «Любовь под одеялом» (китайцы «одеялом» назвали чадру). Фильм был снят в 1952 году. Когда же Рашид Бейбутов приехал в Китай на гастроли и пел на китайском языке, растрогавшийся Мао попросил его продлить гастроли на три месяца. На концертах тогда побывало более 8 миллионов человек.
В 2013 году этот фильм был отреставрирован и переведён в цветную версию по инициативе и при поддержке Фонда Гейдара Алиева. Над реставрацией голливудские мастера работали около года. 10 декабря в Центре Гейдара Алиева в Баку состоялась официальная премьера фильма.

### Экранизация 1965 года
В 1965 году Государственная организация «Союзэкспорткино» СССР, учитывая, что «Аршин мал алан» 1945 года с участием Рашида Бейбутова принёс большую финансовую прибыль, заказала Бакинской киностудии новый, цветной вариант фильма. Таким образом, режиссёром Тофиком Тагизаде было ещё раз экранизировано это произведение Узеир-бека Гаджибекова на киностудии «Азербайджанфильм» имени Джафара Джаббарлы. Его фильм «Аршин мал алан» 1965 года не снискал такой популярности, как предыдущий, однако был более совершенным с точки зрения технического оснащения. Главные роли исполнили Гасан Мамедов (Аскер), Лейла Шихлинская (Гюльчохра), Гаджимурад Ягизаров (Сулейман), Агададаш Курбанов (Султанбек), Наджиба Меликова (Джахан), Талят Рахманов (Вели), Мовсун Санани и др. Музыкальным редактором фильма был Фикрет Амиров.